# François Lafon (peintre)
Pour l'historien, voir François Lafon.
Pour les articles homonymes, voir Lafon.
François Lafon, né Marie François Lafon à Paris (ancien 11e arrondissement) le 13 juillet 1846, mort à Neuilly-sur-Seine le 10 avril 1913, est un peintre français.

## Biographie
François Lafon est le quatrième enfant du peintre Jacques-Émile Lafon. Il épouse Louise-Marguerite de Thoury à La Flèche le 15 septembre 1879 qui lui donnera notamment un fils, Jean Lafon (1886-1973), également artiste peintre.
Disciple de son père, François Lafon suit une formation dans l'atelier d'Alexandre Cabanel. 
Il débute au Salon de Paris de 1875 et expose des scènes historiques, des compositions religieuses, des scènes de genre et des portraits. « Son style est élancé, gracieux et souvent empreint d'une nostalgie rêveuse ».
Membre de la Société nationale des beaux-arts à partir de 1890, François Lafon reçoit des commandes de l'État français. Ses œuvres sont conservées dans plusieurs musées français à Rouen, Saint-Brieuc et Périgueux,.

## Collections publiques
- Le Martyre de sainte Cécile, 1875, copie d'après Francia sur commande de l'État français pour le musée de Châteauroux[Lequel ?][7]
- Saint Étienne, Salon en 1875, cathédrale de Bourges[8]
- À Constantinople au IVe siècle sous le règne de l'impératrice Eudoxie, Salon de 1895, achat de l'État, non localisé[9]
- Au pays d'Erymanthe (paysage de Grèce), 1881, Tableau acheté par l'état (acte:1881;1890)[10]
- Portrait d'Albert Leuillieux, 1881, archevêque de Chambéry de 1881 à 1893, musée des beaux-arts de Chambéry[11]
- Portrait de Monsieur Louis Pasteur, Salon de 1884, musée des beaux-arts de Dole[12],[13]
- Saint Jean de Dieu, avant 1885, musée des beaux-arts de Béziers[14]
- La Demande en mariage, avant 1886, hôtel de ville de Pantin[15]
- Jésus parmi les docteurs, musée des beaux-arts de La Rochelle[16]
- Le Printemps, 1886, musée de Soissons[17]
- Scène religieuse, 1888, Bethléem, église Sainte-Catherine[18]
- Bazeilles (1870, Salon de 1893[19]
- Saint Martin, 1895, église paroissiale Saint-Martin d’Abilly. Saint Martin est montré dans sa dignité d'évêque, nimbé, à droite de la Vierge à l'enfant, assise sur un trône au centre du tableau. À gauche de la Vierge se trouve saint Joseph, un bâton fleuri à la main. L'enfant Jésus est représenté de manière peu conventionnelle, renversé en arrière. Au premier plan à gauche une petite fille agenouillée, les mains jointes dans un geste de prière, est présentée par un ange. À droite, un mendiant est assis sur le sol aux côtés de saint Martin[20]
- Décors pariétaux de la chapelle Saint-François du couvent Saint-François et Sainte-Claire du Centre Hospitalier Marguerite de Lorraine à Mortagne-au-Perche 61400.Dédicace du tableau représentant la crucifixion : 1898.Reprise du décor d'un exceptionnel Hagioscope du XVIe siècle.
- Juvénal des Ursins et sa famille, 1901, copie, mairie de Traînel[21].
- Vierge à l'Enfant, 1901, retable du maître-autel de l'église Notre-Dame-du-Pé (Sarthe)[22]
- Dessin à la sanguine, avant 1903, musée des beaux-arts de Rennes[23]
- Les quatre Saisons entourées d'anges et d'amours, vers 1907, plafond peint pour le salon des miroirs du Grey Towers Castle, devenu l'Arcadia University, situé à Glenside en Pennsylvanie[24]

Attributions
- Laissez venir à moi les petits enfants, peinture sur plâtre, château d'Asnières-sur-Seine[25].